# Microrégion de Jacobina
 (février 2025).
Si vous disposez d'ouvrages ou d'articles de référence ou si vous connaissez des sites web de qualité traitant du thème abordé ici, merci de compléter l'article en donnant les références utiles à sa vérifiabilité et en les liant à la section « Notes et références ».
La microrégion de Jacobina est l'une des cinq microrégions qui subdivisent le centre-nord de l'État de Bahia au Brésil.
Elle comporte 16 municipalités qui regroupaient 308 073 habitants en 2006 pour une superficie totale de 18 341 km2.

## Municipalités[1]
- Caém
- Caldeirão Grande
- Capim Grosso
- Jacobina
- Miguel Calmon
- Mirangaba
- Morro do Chapéu
- Ourolândia
- Piritiba
- Ponto Novo
- Quixabeira
- São José do Jacuípe
- Saúde
- Serrolândia
- Várzea do Poço
- Várzea Nova